# Abandonware
Abandonware es un término compuesto por los términos ingleses abandoned y software, y hace referencia a programas descatalogados que tienen un estado legal. Sin embargo, rara vez se produce esta circunstancia debido a que, aunque la empresa creadora quiebre o desaparezca, los derechos siempre pasan a otros propietarios (compradores, publishers, etc.) con lo que es muy difícil que un software quede libre de derechos haciendo que su descarga sea igualmente ilegal.
En el caso de que el programa quede libre para su distribución gratuita (ya sea por fin de los derechos de autor o porque la propia compañía lo haya establecido así) se aplica el término freeware. El abandonware no está reconocido en el ámbito legal y no es en ningún momento una definición válida con la que se pueda englobar un software sin derechos de autor.

## Freewarey reediciones
Algunas compañías aprovechan el lanzamiento de una novedad para liberar los derechos de alguna creación antigua, ya que al poseer los derechos de sus obras pueden voluntariamente convertir en freeware alguno de su software y permitir la distribución gratuita. Es el caso de Rockstar Games con las dos primeras ediciones de Grand Theft Auto o de Origin Systems con Ultima IV.
No obstante, lo mencionado en el párrafo anterior es un caso aislado y la mayoría de las compañías siguen controlando la distribución de todo su catálogo. Con el auge retro, un gran número de publishers están reeditando muchos de sus juegos antiguos (sobre todo para plataformas digitales).

## Legalidad
Si el abandonware es ilegal, ¿por qué no cierran las webs que contienen juegos? La respuesta es fácil: mientras no haya una denuncia por parte de la empresa propietaria, la web permanecerá abierta o con los enlaces de descarga disponibles. En la mayoría de los casos no le compensa a la compañía emprender acciones legales; sin embargo, ha habido webs de renombre que se han visto obligadas a cerrar debido a una reclamación de derechos de autor por parte de los propietarios del software (como LoveROMs y LoveRetro ante una demanda millonaria de Nintendo) o que han tenido que eliminar dicho software de sus servidores (tal fue el caso de EmuParadise con las ROMS de, una vez más, Nintendo tras lanzar sus consolas Classic Mini ).

## Historia delabandonware
La gente ha distribuido software antiguo desde los albores de la computadora personal, pero con la popularización de internet, el fenómeno cobró especial importancia ya que esta facilitó el acceso a software antiguo de manera rápida y global. Aunque el intercambio de videojuegos antiguos ha recibido numerosos nombres, el término actual de abandonware fue acuñado por Peter Ringering a finales de 1996. 
Las primeras páginas dedicadas al abandonware formaron un anillo web llamado Abandonware Ring que en febrero de 1997 permitió a sus webmasters ponerse en contacto. Este anillo original consistió en una pequeña colección de sitios enlazados entre sí, con uno de ellos que enlazaba a todos y proveía un rudimentario buscador. 
En octubre de 1997, la entonces llamada Interactive Digital Software Association (IDSA), ahora conocida como ESA, envió sucesivas misivas a todos los miembros del anillo incitándolos a que cesaran en su labor. Como consecuencia imprevista, esto impulsó a otros a crear nuevos sitios y organizaciones abandonware que incluso superaron a las del anillo original. Algunos de estos sitios se formaron después de la desaparición del anillo original, como es el caso de Abandonia y Home of the Underdogs.
En raras ocasiones en Estados Unidos se han llevado a los tribunales casos sobre abandonware. En noviembre de 2006, la Biblioteca del Congreso de Estados Unidos aprobó una excepción a las leyes de derechos de autor estadounidenses permitiendo el crackeo de la protección de copia del software que dejase de ser comercializado o de recibir soporte por parte del dueño de los derechos de manera que pudiesen ser archivados y conservados sin necesidad de retribución alguna. Todavía es ilícito distribuir software y videojuegos antiguos, gratis o con afán de lucro, en cualquier país firmante del Convenio de Berna.

## Lista de juegos publicados gratuitamente por sus creadores
Los siguientes juegos freeware, creados con fines comerciales, se han dejado disponibles para su descarga gratuita. Las razones son varias: a veces la publicidad para una nueva secuela o compilación, y otras simplemente para hacer un favor a los seguidores o inclusive como regalo en línea gracias a los canales actuales de distribución.
- Alien Breed series (1991-1996) por Team17, los discos originales para Amiga ADF/IPF han sido publicados con el permiso de los creadores.
- Allegiance (1999) por Microsoft. Sigue vivo por los jugadores, solo para Windows, diseñado para conexiones de 56k, acción y estrategia espacial en un mundo 3D.[7]
- Ultima 0/Akalabeth (1979) por Lord British, primer juego de la serie Ultima.
- Apidya (1993) publicado en el Reino Unido por Team17, los discos originales para Amiga ADF/IPF han sido publicados con el permiso de los creadores.
- Arcade Pool (1990) por Team17, los discos originales para Amiga ADF/IPF han sido publicados con el permiso de los creadores.
- Assassin (1992) por Team17, los discos originales para Amiga ADF/IPF han sido publicados con el permiso de los creadores.
- All Terrain Racing (1995) por Jamie Woodhouse/Team17, Los discos originales para Amiga ADF/IPF han sido publicados con el permiso de los creadores.[8]
- Beneath a Steel Sky (1994) por Revolution Software, publicado para ayudar al proyecto ScummVM.
- Betrayal at Krondor (1993) por Sierra On-Line .
- Bio Menace (1993 por Apogee, relanzado como freeware en diciembre de 2005 ).
- Body Blows series (1993-1995) por Team17, łos discos originales para Amiga ADF/IPF han sido publicados con el permiso de los creadores.
- Caesar (1991) por Impressions, después relanzado por Sierra On-Line .
- Cardiaxx (1993) por Team17, los discos originales para Amiga ADF/IPF han sido publicados con el permiso de los creadores.
- Command And Conquer (1995 por EA / Westwood Studios, relanzado como freeware en septiembre de 2007 como celebración por el 12 aniversario de la franquicia).
- Command & Conquer: Red Alert (1996 por EA / Westwood Studios, relanzado como freeware en 2008 como celebración por el 13 aniversario de la franquicia).
- Dreamweb (1994 por Empire Interactive / Creative Reality, relanzado como freeware en 2012).[9]
- The Elder Scrolls: Arena (1994) por Bethesda Softworks, publicado para celebrar el décimo aniversario de la franquicia The Elder Scrolls, y como publicidad para el lanzamiento del cuarto juego de la serie, The Elder Scrolls IV: Oblivion.[10] The Elder Scrolls II: Daggerfall (1996) fue publicado de forma gratuita en el sitio oficial de Bethesda para celebrar el decimoquinto aniversario de la saga, junto a su predecesor. Los spin-offs An Elder Scrolls Legend: Battlespire (1997) y The Elder Scrolls Adventures: Redguard (1998) no se pueden conseguir en el mismo sitio, pero un usuario de Reddit comentó que el equipo de soporte al usuario de Bethesda le dio el visto bueno para jugarlos de forma gratuita de encontrar donde descargarlos.[11]
- Elite (1984) por Acornsoft, publicado como freeware en 1999 por cortesía del desarrollador Ian Bell .[12]
- Elite + por Acornsoft, publicado como freeware en 1999 cortesía del desarrollador Ian Bell .[12]
- E.T. por Atari, publicado para la Atari 2600 en 1982. Posiblemente el mayor fracaso de los videojuegos de la historia. Tiene un mito sobre el repentino entierro de los cartuchos en un desierto.
- F17 Challenge (1993) por Team17, los discos originales para Amiga ADF/IPF han sido publicados con el permiso de sus creadores.
- Fish Fillets (1998), por Altar Interactive, freeware desde el 2002, el código fuente está disponible desde el 2004 .[13]
- Flight of the Amazon Queen (1995) por Interactive Binary Illusions, publicado para ayudar al proyecto ScummVM.
- Full Contact (1991) por Team17, los discos originales para ADF/IPF han sido publicados con el permiso de los creadores.
- Grand Theft Auto (1997) por Rockstar Games, en descarga gratuita desde el 2002 como publicidad por el lanzamiento de Grand Theft Auto: Vice City.[14]
- Grand Theft Auto 2 (1999) por Rockstar Games, en descarga gratuita desde 2004 como publicidad por el lanzamiento de Grand Theft Auto: San Andreas.[15]
- Gridlee Gridlee, publicado por los autores.
- Heretic de Raven Software, con licencia GPL desde 2008.
- Hidden and Dangerous.
- Lure of the Temptress (1992), por Revolution Software.[16]
- Kingpin: Arcade Sports Bowling (1995) por Team17, los discos originales para Amiga ADF/IPF han sido publicados con el permiso de los creadores.
- Marathon la serie entera ha sido publicada por Bungie.[17]
- Miami Chase (1990) por Team17, los discos originales para Amiga ADF/IPF han sido publicados con el permiso de los creadores.
- Mystery House (1980) por Sierra Online, liberado al dominio público por Ken y Roberta Williams en 1987.[18]
- One Must Fall: 2097 (1994), por Epic MegaGames, declarado freeware el 10 de febrero de 1999.
- Overdrive (1993) por Team 17, los discos originales para Amiga ADF/IPF han sido publicados con el permiso de los creadores.
- Project X (1992) por Team17, los discos originales para Amiga ADF/IPF han sido publicados con el permiso de los creadores.
- Qwak (1993) por Jamie Woodhouse/Team17, los discos originales para Amiga ADF/IPF han sido publicados con el permiso de los creadores.[8]
- Red Baron (1990), por Dynamix/Sierra On-Line.
- Robby Roto.
- SimCity, por Electronic Arts, disponible para jugar en línea.
- Sopwith (1984), por BMB Compuscience, el código fuente ha sido liberado por su autor.
- The Speris Legacy (1995), por Team17, los discos originales para Amiga ADF/IPF han sido publicados con el permiso de los creadores.
- StarCraft (1998), por Blizzard, en descarga gratuita desde agosto de 2017 como publicidad por el lanzamiento de Starcraft: Remastered.
- Starsiege: Tribes (1998), por Dynamix/Sierra On-Line, en descarga gratuita desde 2004 como publicidad por el lanzamiento de Tribes: Vengeance (Tribes 3).[19]
- Styx (1983), por Windmill Software.[20]
- Superfrog (1993), por Team17, los discos originales para Amiga ADF/IPF han sido publicados con el permiso de los creadores.
- Super Stardust (1994), publicado por Team17, los discos originales para Amiga ADF/IPF han sido publicados con el permiso de los creadores.
- Tribes 2 (2001), por Dynamix/Sierra On-Line, en descarga gratuita desde 2004 como publicidad por el lanzamiento de Tribes: Vengeance (Tribes 3).
- Tyrian (1995) por Epic MegaGames, en descarga gratuita desde el 2004.
- Ultima IV: Quest of the Avatar (1985), por Lord British.
- Warzone 2100 (1999), por Pumpkin Studios.
- Worms (1995) por Team17, los discos originales para Amiga ADF/IPF han sido publicados con el permiso de los creadores; esto no incluye otros formatos del juego, la versión de PC sigue estando disponible en algunos países.
- Worms: The Directors Cut (1997) por Team17, los discos originales para Amiga ADF/IPF han sido publicados con el permiso de los creadores.
- Wild Metal (1999), por Rockstar Games.[21]
- Zero Tolerance (1994), por Technopop.[22]